# Hein Hoyer
Hein Hoyer auch in der lat. Form als Hinricus Hoyeri (* um 1380 in Hamburg; † 12. Mai 1447 ebenda) war ein Hamburger Staatsmann und Bürgermeister.

## Leben
Hoyer wurde um 1380 geboren und entstammte einer angesehenen Familie. Seine Eltern waren vermutlich Albert Hoyer und dessen Ehefrau Womele (Windelmut) Tolner. Er wurde 1413 in den Rat der Stadt Hamburg gewählt. Dort vertrat er die Interessen der bürgerlichen Opposition gegen die der alten Ratsfamilien. 1417 wurde er Bürgermeister und nahm an zahlreichen Gesandtschaften teil und besuchte die Hansetage als Vertreter Hamburgs. Auch auf dem Konstanzer Konzil vertrat er die Stadt und konnte die kaiserliche Bestätigung der Privilegien der Stadt Hamburg erreichen. Zusammen mit Lübeck konnte Hamburg 1420 Bergedorf von Sachsen-Lauenburg erobern und schloss gemeinsam mit dem Lübecker Bürgermeister Jordan Pleskow den Vertrag von Perleberg. Während des Dänisch-Holsteinisch-Hanseatischen Krieges geriet Hoyer 1427 nach einem Seegefecht im Öresund für fünf Jahre in dänische Kriegsgefangenschaft. 1435 konnte er im Frieden von Vordingborg einen Friedensschluss mit Dänemark erreichen. Hoyer starb 1447 in Hamburg.

## Rezeption
Hans Friedrich Blunck verfasste 1920 einen nationalrevolutionären Roman, dessen Titelheld Hein Hoyer ist. „Blunck nimmt die spätere nationalsozialistische Hanseinterpretation vorweg, die an der Hanse vor allem Führertum, Wehrgeist und die innere Struktur, die den Bürger zum Soldaten macht und den totalen Krieg ermöglicht, hervorhebt“.
Nach Hein Hoyer ist eine Straße in Hamburg-St. Pauli benannt.